# Млоти (Клодзький повіт)
Млоти (пол. Młoty) — село в Польщі, у гміні Бистшиця-Клодзька Клодзького повіту Нижньосілезького воєводства.
Населення — 61 особа (2011).
У 1975-1998 роках село належало до Валбжиського воєводства.

## Демографія
Демографічна структура станом на 31 березня 2011 року:
|          | Загалом | Допрацездатний вік | Працездатний вік | Постпрацездатний вік |
| -------- | ------- | ------------------ | ---------------- | -------------------- |
| Чоловіки | 34      | 4                  | 29               | 1                    |
| Жінки    | 27      | 3                  | 19               | 5                    |
| Разом    | 61      | 7                  | 48               | 6                    |